# بيتر وينستون (لاعب شطرنج)
بيتر وينستون (بالإنجليزية: Peter Winston)‏ هو لاعب شطرنج أمريكي، ولد في 18 مارس 1958 في نيويورك في الولايات المتحدة.

## وصلات خارجية
- بيتر وينستون على موقع الاتحاد الدولي للشطرنج (الإنجليزية)
- بيتر وينستون على موقع مباريات الشطرنج (الإنجليزية)
- بيتر وينستون على موقع Chesstempo.com (الإنجليزية)